# Lego Racers 2
Lego Racers 2 là một game đua xe lấy chủ đề Lego do hãng Attention to Detail phát triển và Lego Software phát hành, và được phân phối tại Bắc Mỹ bởi Electronic Arts. Nó được phát hành lần đầu tiên vào tháng 9 năm 2001 cho Microsoft Windows, PlayStation 2 và Game Boy Advance. Đây là phần tiếp theo của tựa game năm 1999 Lego Racers. Phần tiếp theo này lần đầu tiên được Lego Software tiết lộ vào ngày 20 tháng 8 năm 2001.

## Lối chơi
Không giống như bản gốc Lego Racers, ở phiên bản này người chơi có nhiều "tự do" hơn, bởi vì người chơi có thể đua hoặc lái xe tự do, và có những nhân vật khác mà người chơi có thể nói chuyện. Lego Racers 2 cũng có, giống như trong bản gốc, mảng thiết kế xe đua và nhân vật. Nó có nhiều gạch hơn nhưng ít nhân vật hơn để tạo và chỉnh sửa. Trong Lego Racers 2, có thể chọn tối đa 11 đối thủ. Trong bất kỳ cuộc đua nào, các tay đua phải lái xe qua một loạt điểm lưu (checkpoint) tại mỗi vòng đua theo đúng thứ tự. Có bốn loại vũ khí khác nhau dùng để gây sát thương cho những chiếc xe của đối thủ, cũng như tấm khiên tàng hình. Người chơi có được những vũ khí và khiên bằng cách thu thập bong bóng ngẫu nhiên giao cho người chơi một vật phẩm, giả sử người chơi không có một cái nào. Trên mỗi đường đua có một cặp hàng rào màu hồng mà bất kỳ tay đua nào cũng có thể lái xe vào giữa để sửa xe, một phần hoặc hoàn toàn tùy thuộc vào mức độ thiệt hại và thời gian ở đó. Nếu một chiếc xe bị phá hủy, nhân vật buộc phải chạy chậm bằng chân cho đến khi đặt chân vào trạm sửa chữa và lấy lại chiếc xe của mình.

## Cốt truyện
Mục chơi chính của game là chơi đơn dạng phiêu lưu thế giới mở gồm năm thế giới: Sandy Bay, Dino Island, Mars, Arctis và Xalax. Sandy Bay là một khung cảnh xanh tươi với hai bãi biển và một thị trấn nhỏ. Dino Island là một hòn đảo trong rừng với một khu vực rộng lớn tiếp nối cỏ và cây ở giữa và một tòa nhà dung nham có hình xoắn ốc dẫn đến lối ra trên đỉnh. Mars là hành tinh Sao Hỏa. Arctis là một thế giới lạnh lẽo, tuyết và băng và Xalax là một đấu trường hình tròn lớn với một thế giới xanh mở ở giữa, một đường đua hình tròn màu đen xung quanh nó và một đám đông sững sờ lớn. Ngoại trừ Sandy Bay, mỗi thế giới đều có bốn cuộc đua chống lại nhiều tay đua AI thông thường, một cuộc đua trùm cuối cùng và một hành lang kết nối tất cả năm cuộc đua. Mỗi thế giới cũng chứa một hoặc hai màn chơi có thưởng. Khi lần đầu tiên bước vào bất kỳ thế giới nào, người chơi sẽ tự chế tạo chiếc xe của mình hoặc chọn giữa những chiếc xe được chế tạo sẵn của Sparky cho thế giới đó. Người chơi sau đó lái xe vòng quanh mỗi thế giới bằng cách sử dụng xe của mình để tiếp cận và tham gia mọi hoạt động trong thế giới đó. Để có quyền tiếp cận vào thế giới mới, người chơi phải thu thập những viên gạch vàng bằng cách chiến thắng các cuộc đua không trùm và tìm thấy những viên gạch vàng ẩn trong mỗi thế giới. Trò chơi có một trợ lý người chơi tên là Sparky, người hướng dẫn và hỗ trợ người chơi và cho phép người chơi save game và khám phá thế giới. Bằng cách đánh bại các tay trùm và giành chiến thắng trong những màn chơi có thưởng, người chơi sẽ thu thập những loại power-up giúp xe đua nhanh hơn, ổn định hơn trên mặt đất hoặc có khả năng chống chịu sát thương cao hơn.
Người chơi xây dựng nhân vật Lego của mình và bắt đầu ở giữa Sandy Bay, thế giới chính, nơi có các điểm cất cánh để đi đến từng thế giới khác, với điều kiện người chơi đã thu thập đủ những viên gạch vàng cho thế giới đó. Người chơi lái xe xuống bãi biển gần đó và gặp Sparky, với lời đề nghị người chơi quay trở lại thị trấn. Khi vừa đến nơi, người chơi tham gia một nhóm gồm bốn tay đua khác từ thế giới đó - thợ lái máy xúc, người đưa thư, lính cứu hỏa và cảnh sát - người có cuộc thảo luận sôi nổi về ai là tay đua nhanh nhất trên Sandy Bay. Mỗi người trong số bốn người thách đấu khẳng định rằng họ là người lái xe nhanh nhất. Thợ lái máy xúc liên tục bị cười bởi bốn người lái xe còn lại khi ý tưởng về một thợ lái máy xúc đã từng chiến thắng một cuộc đua bị người lính cứu hỏa và người chơi chế giễu. Thợ lái máy xúc yêu cầu người chơi đến cuộc đua xây dựng của mình để so tài, tự tin chiến thắng đến mức trao cho người chơi một viên gạch vàng nếu anh ta thua. Sau khi đánh bại anh ta, người chơi đi đến và chạy đua với người đưa thư, sau đó đánh bại tay lính cứu hỏa và cuối cùng là cảnh sát. Sau khi đánh bại cả bốn kẻ thách đấu trên Sandy Bay, người chơi đặt chân đến Dino Island để giành chiến thắng trong bốn cuộc đua trước trùm và sau đó đánh bại tên trùm ở đó tên là Sam Sanister. Người chơi lần lượt hoàn thành các cuộc đua tại Mars và Arctic. Trùm Mars là con robot đi bộ tự chế lớn của Riegel, không thể phá hủy và không bị ảnh hưởng bởi các cuộc tấn công và tên trùm Arctic là The Berg, một sinh vật băng trông giống khỉ đột chạy và cũng không thể bị phá hủy và không bị ảnh hưởng bởi các cuộc tấn công và đặt các tảng băng trên mặt đất điều đó khiến chiếc xe của người chơi bay lên không trung và làm nó chậm lại. Nhờ vậy mà The Berg dẫn đầu trước người chơi.
Người chơi sau đó vào cổng dẫn đến thế giới thứ năm và cuối cùng, Xalax. Sau khi chiến thắng bốn cuộc đua trong thế giới mở, người chơi sẽ tham gia Rocket Racer - nhà vô địch đua xe thiên hà đang ngự trị - trên đường đua hình bầu dục màu đen. Khi người chơi chiến thắng cuộc đua, nhân vật người chơi đi lên cầu thang của một công trình nhỏ cao lớn ở giữa đấu trường và nhận chiếc cúp từ Rocket Racer và khoe với đám đông. Nhân vật người chơi sau đó bèn quay trở lại và được vây quanh bởi Sparky, bốn người thách đấu từ Sandy Bay và ba tên trùm khác, họ ăn mừng và ca ngợi nhà vô địch đua xe thiên hà mới.

## Đón nhận
Lego Racers 2 được đánh giá trung bình đến tích cực. Phiên bản PC được IGN cho điểm 7.8/10; nhà phê bình đã ca ngợi đồ họa và lối chơi của nó, nhưng chỉ trích phần lồng tiếng và cách nói chuyện bị chế giễu là "lời nói lắp bắp kiểu hoạt hình". IGN đánh giá phiên bản PS2 chỉ có 6/10, đồ họa và lối chơi tương ứng kém hơn so với phiên bản PC của nó. Một lưu ý nữa là một bản sao có giá 20 đô la cho PC, nhưng 40 đô la cho PS2; nhà phê bình nghĩ rằng cái sau có giá trị thấp về tiền, trong khi phiên bản PC, với một nửa chi phí, có thể chấp nhận được.

## Phần tiếp theo
Electronic Arts, đã ký hợp đồng với Lego Software (trước đây là Lego Media, sau đổi tên thành Lego Interactive) để đồng phát hành các tựa game của họ vào tháng 12 năm 2001, tiết lộ dòng sản phẩm của họ cho E3 2002, một lần nữa lại được tổ chức vào tháng 5, lần đầu tiên bao gồm Drome Racers (được biết đến trong quá trình phát triển với tên gọi Lego Racers 3), là sự kế thừa cho dòng game Lego Racers, một lần nữa được phát triển bởi Attention to Detail. Các phiên bản Microsoft Windows và PlayStation 2 của trò chơi đã được trình diễn tại E3 và ECTS. Trò chơi đã không chọn câu chuyện của một trong hai tựa game tiền nhiệm và tập trung nhiều hơn vào các đường đua dựa trên bộ dụng cụ Lego Technic, thay vì các chủ đề khác nhau. Trò chơi được phát hành vào tháng 11 năm 2002, nhưng ít được hoan nghênh hơn. Trò chơi đã bị chỉ trích gay gắt bởi giới phê bình cho rằng game thiếu các tính năng cần thiết cho hai phần đầu tiên, chẳng hạn như tạo dựng tay đua và phương tiện của riêng mình từ những viên gạch Lego, mặc dù những người khác coi Drome Racers là tựa game riêng của nó bên ngoài Lego Racers, và trình bày một lối chơi vững chắn và sự hấp dẫn về mặt hình ảnh riêng biệt. Attention to Detail đã thanh toán mọi khoản để thôi kinh doanh ào ngày 28 tháng 8 năm 2003, ngay trước khi phát hành bản port của Drome Racers sang GameCube.